# John Milton Miller
Pour les articles homonymes, voir John Miller et Miller.
John Milton Miller (né le 22 juin 1882 à Hanover (Pennsylvanie)– mort le 17 mai 1962 à Pompano Beach, Floride) est un ingénieur américain. Il a inventé les premiers circuits électriques intégrant des oscillateurs à quartz (circuits oscillants de Miller) et a découvert l’effet Miller. 

## Biographie
Miller a été diplômé de l'Université Yale en 1904 (MA en 1907), et y a soutenu sa thèse ès sciences physiques en 1915. Recruté par le National Bureau of Standards dès 1907, il est recruté en 1919 comme ingénieur en radiophonie par la base militaire de l'US Navy à Anacostia (District de Columbia), avant d'y rejoindre le Naval Research Laboratory (NRL). De 1925 à 1936, il dirige le centre de recherche d’Atwater Kent Manufacturing Company, à Philadelphie, puis de 1936 à 1940, il est l'adjoint du directeur de la Recherche de RCA Radiotron Co. En 1940 il retrouve les laboratoires du NRL, dont il est promu directeur de la Division Radio I  (1945), puis directeur-adjoint de la recherche (1951), et directeur scientifique (1952). 
Il avait épousé Frances Riley qui lui donna sept enfants (deux filles et cinq garçons).
Miller avait été décoré à titre civil de la Distinguished Civilian Service Award par l’US Navy en 1945 pour « avoir amorcé le développement d'un nouveau câble radio polyvalent vital pour les communications radio et radar, ayant permis de faire face à la pénurie dramatique de matériaux aux États-Unis pendant la seconde guerre mondiale », et la IRE Medal of Honor (1953) en reconnaissance de « ses contributions pionnières aux connaissances fondamentales de la théorie des tubes électroniques, des appareils et des instruments de mesure radioélectriques, et des circuits oscillants à quartz. »